# Dumti, Sindhnur
Dumti là một làng thuộc tehsil Sindhnur, huyện Raichur, bang Karnataka, Ấn Độ.